# Í skugga hrafnsins
Í skugga hrafnsins è un film del 1988 diretto da Hrafn Gunnlaugsson.